# نوردوکسپین
نوردوکسپین (انگلیسی: Nordoxepin) متابولیت فعال داروی دوکسپین از گروه ضدافسردگی‌های سه‌حلقه ای است.